# Zoltán Tildy
Zoltan Tildy (ur. 18 listopada 1889 w Losonc, zm. 3 sierpnia 1961 w Budapeszcie) – węgierski polityk, działacz Niezależnej Partii Drobnych Rolników, premier Królestwa Węgier w latach 1945-1946, prezydent Republiki Węgierskiej w latach 1946-1948.
W 1929 wstąpił do NPDR. W latach 30. trzykrotnie (1933,1936,1939) wybrany na posła do parlamentu węgierskiego. Po rozpoczętej 15 marca 1944 okupacji Węgier przez III Rzeszę był zmuszony ukrywać się. Po pierwszych powojennych wyborach parlamentarnych, w których zwyciężyła NPDR, 15 listopada 1945 objął urząd premiera i sprawował go do 1 lutego 1946, gdy Królestwo Węgier zostało przemianowane na Republikę Węgierską, a on został jej pierwszym prezydentem. 31 lipca 1948 został zmuszony do rezygnacji w związku z aresztowaniem jego zięcia przez kierowaną przez komunistów policję polityczną AVO. Do 1 maja 1956 de facto przebywał w areszcie domowym. W październiku 1956 podczas powstania narodowego wszedł w skład rządu Imre Nagya, jednak podczas interwencji wojsk sowieckich został aresztowany, a 15 czerwca 1958 skazany na sześć lat więzienia. Został uwolniony w kwietniu 1959 na skutek indywidualnej amnestii ze względu na wiek i stan zdrowia.